# Betriebshof Heerdt

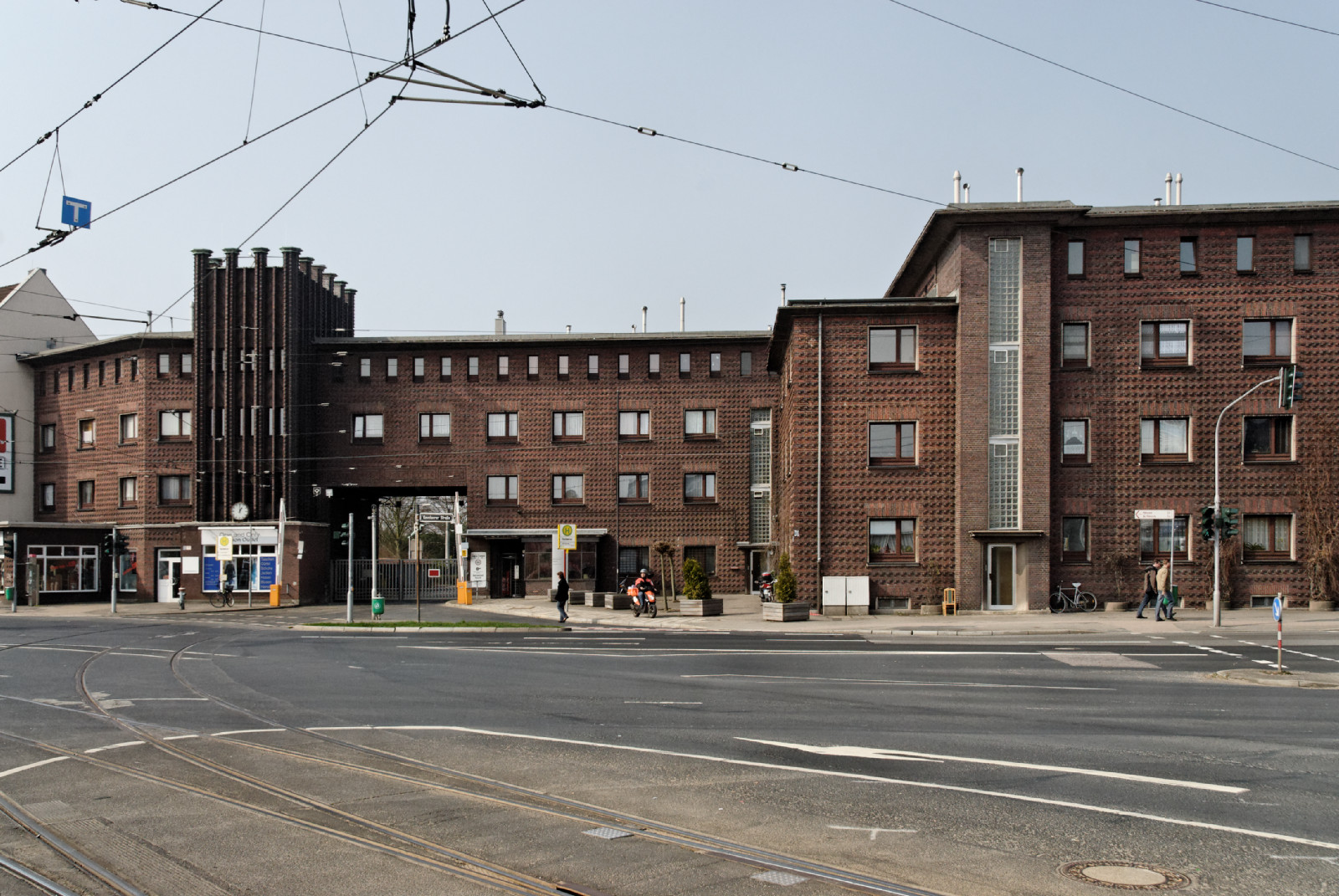
Außenansicht des Betriebshofs Heerdt

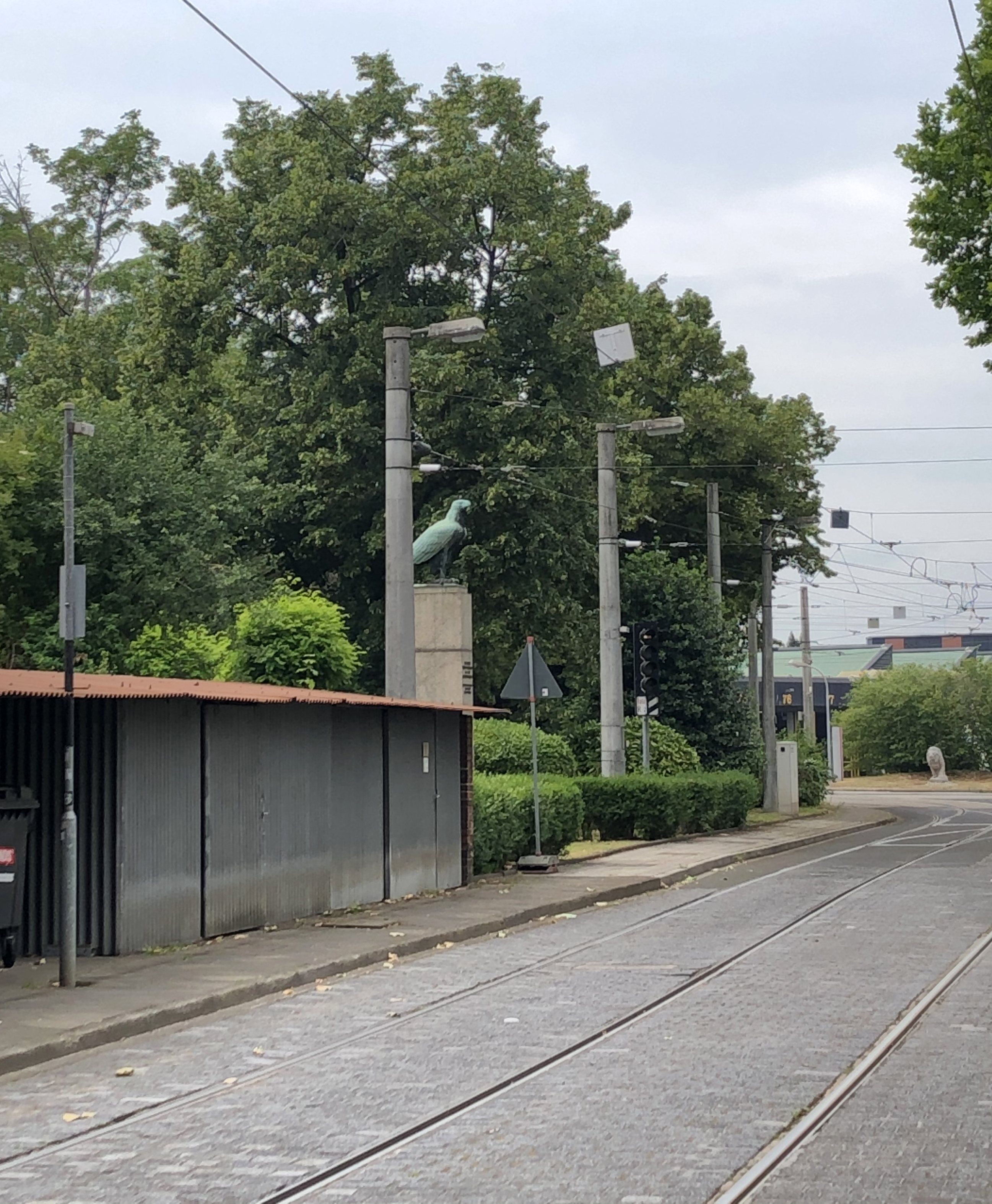
Blick durch den Torweg auf Adler und Löwe

Der Betriebshof Heerdt ist ein Betriebshof der Rheinbahn im Stadtteil Heerdt der nordrhein-westfälischen Landeshauptstadt Düsseldorf.

## Einfahrtsgebäude
Die Einfahrt zum Depot an der Kreuzung Kevelaerer Straße, Eupener Straße, Burgunderstraße, Heerdter Landstraße ist mit einem prägenden Wohngebäude überbaut. Im Erdgeschoss des linken Flügels befindet sich ein Schreibwarenladen mit Postfiliale. Das Gebäude wurde von 1928 bis 1929 nach Plänen der Düsseldorfer Architekten Eduard Lyonel Wehner und Wilhelm Elmpt für die Rheinische Bahngesellschaft AG erbaut, 1997 wurde es in die Denkmalliste der Stadt eingetragen. Es gilt als ein Beispiel expressionistischer Backsteinarchitektur im Rheinland. Die Baugruppe besteht aus einem viergeschossigen Gebäude mit mehreren Flügeln, seitlich von der torartigen Durchfahrt für die Straßenbahnen setzt ein Turmbau einen städtebaulichen Akzent an der Straßenecke. Dieser ist durch Lisenen gegliedert und wird von Zinnen bekrönt. Auf den vier Eckzinnen befanden sich ursprünglich geflügelte Räder als Symbol des Schienenverkehrs. Sie waren dem Logo der Rheinischen Bahngesellschaft nachempfunden. 
Der 1928 ausgewählte Ort für den Betriebshof, auf dem ehemaligen Gelände der Nietenfabrik D. W. Schulte, war auf eine verkehrstechnisch rasant sich entwickelnde Zukunft hin ausgewählt worden. 1929 wurde auf dem Betriebshof am Handweiser in Heerdt eine großzügige Anlage mit Ehrenmal für die gefallenen Mitarbeiter der Rheinbahn im Ersten Weltkrieg errichtet. Der Bildhauer Johannes Knubel fertigte den stolzen Adler aus Bronze, der auf einer steinernen Stele tront. Auf der Stele eine Bronzetafel mit der Widmung für die Opfer des Ersten Weltkrieges. Die gesamte Sockelbasis der Denkmalstele ist kupferbeschlagen und mit den Namen der Gefallenen beschriftet. Mitte der 1970er wurde die Anlage von Hallengruppen überbaut. Das Denkmal, Stele mit dem Bronzeadler und den Namensplaketten, wurden in die Nähe der Toreinfahrt versetzt. 
Auf dem Gelände steht noch einer der Löwen, welche vormals das Ludwig-Loewe-Haus, ab 1939 Domizil der Rheinbahn-Hauptverwaltung am Hauptbahnhof in Düsseldorf, schmückte.